# Jewgienij Łoginow
Jewgienij Fiodorowicz Łoginow, ros. Евге́ний Фёдорович Ло́гинов, ur. 10 października?/23 października 1907 w Helsinkach, zm. 7 października 1970 w Moskwie) – radziecki dowódca wojskowy, marszałek lotnictwa (1967).

## Życiorys
Od 1926 w Armii Czerwonej, skończył wojskowo-teoretyczną szkołę lotniczą w Leningradzie w 1926 i 2 Wojskową Szkołę Lotników w Borysoglebsku w 1928. Służył w 56 eskadrze 1 Brygady Lotnictwa Sił Powietrznych Leningradzkiego Okręgu Wojskowego kolejno jako młodszy lotnik, starszy lotnik i dowódca klucza. Od maja 1931 dowódca 57 eskadry 3 Brygady Lotnictwa w tym samym okręgu, od października 1932 dowódca oddziału 112 eskadry 28 Brygady Lotniczej Sił Powietrznych Moskiewskiego Okręgu Wojskowego, od kwietnia 1938 dowódca eskadry. Od września 1938 instruktor techniki pilotażu 5 Brygady Lotniczej Wojsk Obrony Powietrznej 1 Armii. Od września 1940 zastępca szefa 2 Wyższej Szkoły Wojskowej Armii Czerwonej w Iwanowie.
Od sierpnia 1941 uczestnik II wojny światowej, dowódca 51 Dywizji Lotniczej Dalekiego Zasięgu, od grudnia 1941 dowódca 1 Dywizji Ciężkich Bombowców Nocnych, w marcu 1942 przeformowanej w 17 Dywizję Lotniczą Bombowców Dalekiego Zasięgu. Walczył m.in. pod Moskwą i Stalingradem (obecnie Wołgograd). Od 1942 zastępca dowódcy, a od maja 1943 dowódca 2 Gwardyjskiego Korpusu Lotniczego Dalekiego Zasięgu. Wyróżnił się w bitwie pod Kurskiem, pod Smoleńskiem, na Froncie Briańskim, podczas operacji krymskiej, operacji białoruskiej, operacji jasko-kiszyniowskiej, budapeszteńskiej, wiślańsko-odrzańskiej, pomorskiej i wschodniopruskiej.
Po wojnie dowódca korpusu, od sierpnia 1946 do marca 1947 zastępca dowódcy 1 Gwardyjskiego Korpusu Lotniczego Bombowców Dalekiego Zasięgu. 1949 ukończył Akademię Sztabu Generalnego Sił Zbrojnych ZSRR im. Woroszyłowa. Od 1949 generalny inspektor lotnictwa bombowego Głównego Inspektoratu Sił Zbrojnych ZSRR, od sierpnia 1950 szef wydziału, a od października 1952 zastępca komendanta Wojskowej Akademii Powietrznej. Od stycznia 1954 dowódca 24 Armii Lotniczej w Grupie Wojsk Radzieckich w Niemczech. Od kwietnia 1956 zastępca głównodowodzącego Sił Powietrznych Armii Radzieckiej, od lutego 1958 generalny inspektor Głównego Inspektoratu Ministerstwa Obrony ZSRR. Od czerwca 1959 w lotnictwie cywilnym, szef Głównego Zarządu Floty Cywilnej przy Radzie Ministrów ZSRR. Od sierpnia 1964 pierwszy radziecki minister lotnictwa cywilnego ZSRR. Od maja 1970 wojskowy inspektor-doradca Grupy Generalnych Inspektorów Ministerstwa Obrony ZSRR. 1966–1970 deputowany do Rady Najwyższej ZSRR, od 1966 kandydat na członka, a od 1967 członek KC KPZR. Pochowany na Cmentarzu Nowodziewiczym.

## Awanse
- gen. mjr lotnictwa 05 maja 1942;
- gen. por. lotnictwa 13 marca 1944;
- marszałek lotnictwa 28 października 1967.

## Odznaczenia
- Order Lenina (czterokrotnie)
- Order Czerwonego Sztandaru (trzykrotnie)
- Order Kutuzowa I klasy
- Order Suworowa II klasy
- Order Aleksandra Newskiego
- Order Czerwonej Gwiazdy

I medale.